# Charles Louis Fefferman
Charles Louis Fefferman, ameriški matematik, * 18. april 1949.
Fefferman, čudežni otrok, je profesor na Univerzi Princeton, kjer se največ ukvarja z matematično analizo.

## Priznanja

### Nagrade
- Nagrada Alana T. Watermana (1976)
- Fieldsova medalja (1978)
- Salemova nagrada
- Bôcherjeva nagrada
- Bergmanova nagrada
- Wolfova nagrada za matematiko (2017)